# Monte Bechit
Il monte Bechit  (pron. fr. AFI: [beʃi] ; mont Béchit in francese - 2320 m s.l.m.) è una vetta delle Alpi Biellesi.

## Descrizione

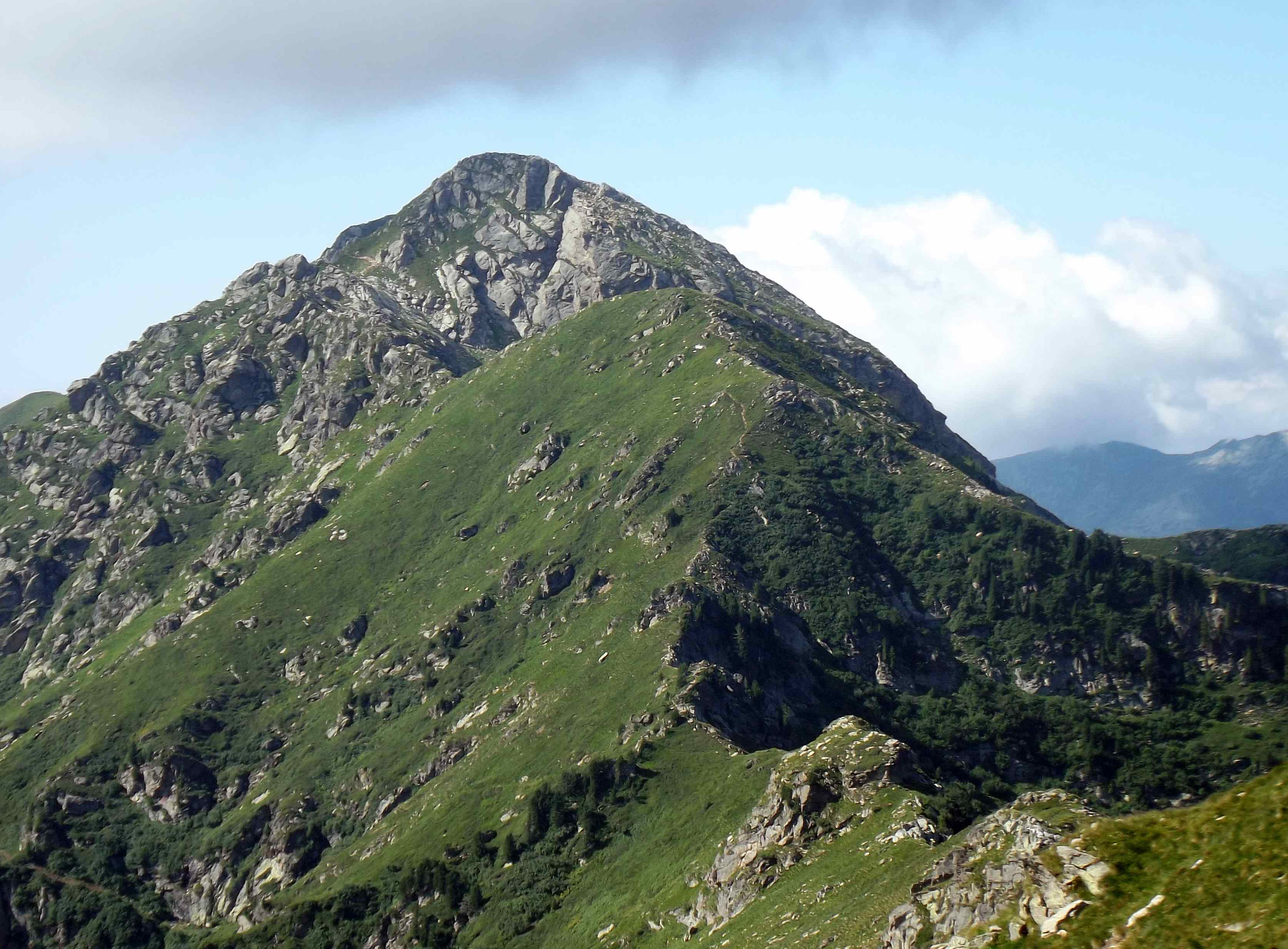
Il Bechit visto da nord-est, in primo piano l'erbosa quota 2253

La montagna è situata sul crinale che dalla Cima Tre Vescovi prosegue verso sud dividendo il Biellese dalla Valle del Lys. Si trova tra la Valle Elvo e la Valle del Lys; sulla cima passa il confine tra i territori dei comuni di Sordevolo e di Lillianes.
Verso nord-est una insellatura quotata 2223 la separa da un arrotondato rilievo a quota 2253 m, oltre il quale si trova il colle di Carisey (2132 m). Verso sud-ovest invece una serie di successivi risalti conduce al non lontano mont Roux (2213 m), dopo il quale il crinale perde rapidamente quota fino ai 2121 metri del Colle della Lace. Dal monte Bechit si diparte verso sud-ovest un crinale che divide il vallone del Rio della Lace dalla parte superiore della valle Elvo.
Sul punto culminante sorge un ometto in pietrame.

## Accesso alla cima

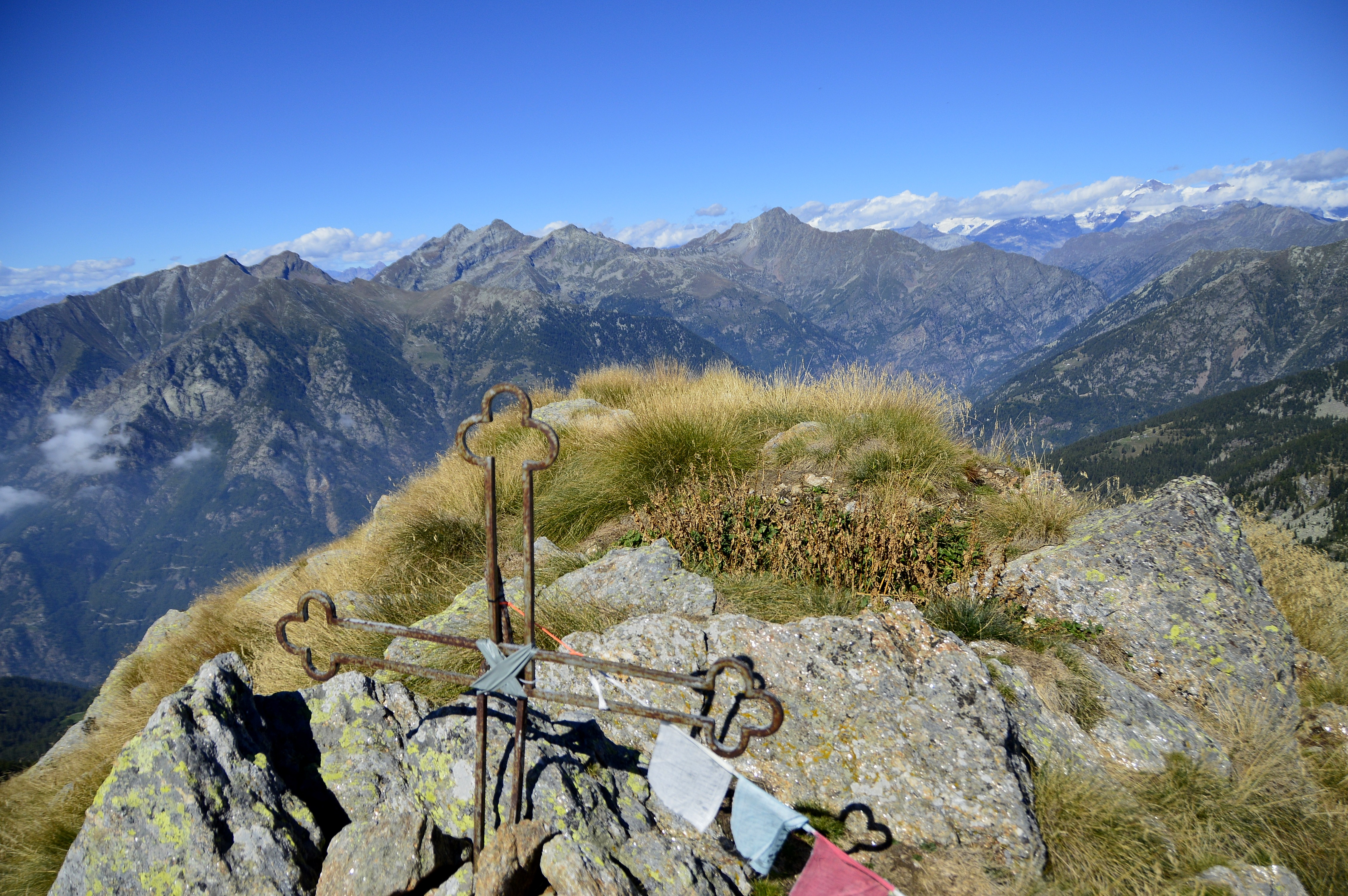
Vetta del monte Bechit

### Escursionismo
La via di salita più agevole è quella che, partendo dal rifugio Delfo e Agostino Coda, segue l'Alta via delle Alpi Biellesi lungo la cresta nor-est della montagna. Si tratta di un percorso attrezzato con catene e gradini metallici. L'alta via permette di salire al Bechit anche partendo dal Colle della Lace, scavalcando il mont Roux; anche questo tratto dell'alta via è di tipo attrezzato. La traversata Colle della Lace - rifugio Coda è valutata di una difficoltà escursionistica EE..

### Alpinismo
Sulla parete nord del Bechit, di ottima roccia, esistono alcune vie di arrampicata con difficoltà alpinistica  tra il V e il VI grado. Una di queste, la via Placido di 120 metri di sviluppo e con difficoltà massima VIa, è stata dedicata dai primi salitori al pittore e alpinista biellese Placido Castaldi.

### Sci alpinismo
L'accesso invernale con gli sci con partenza dal ponte sull'Elvo a monte di Sordevolo è considerata di difficoltà BS.

## Punti di appoggio

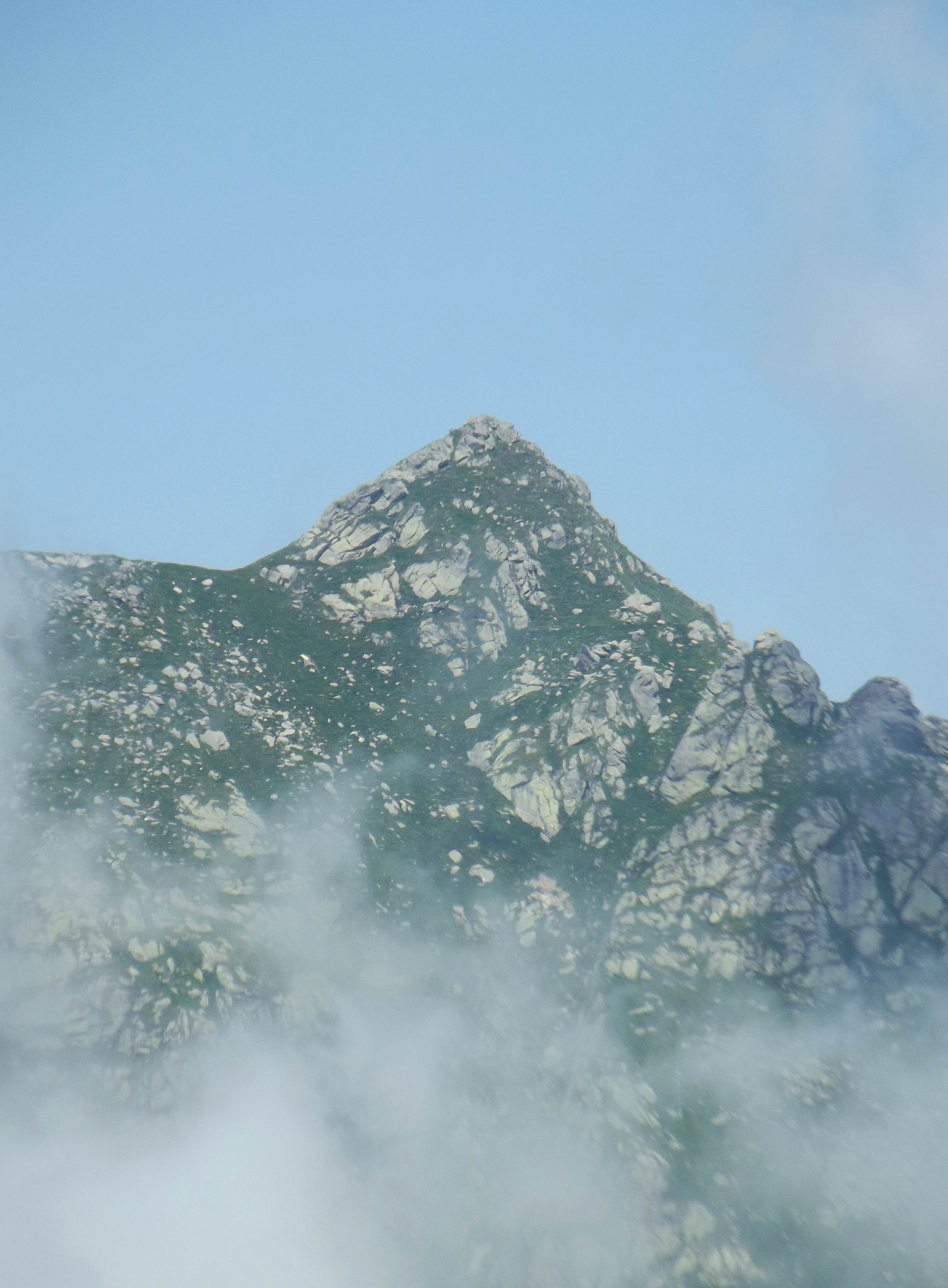
Il Bechit visto dal Truc del Buscajon.

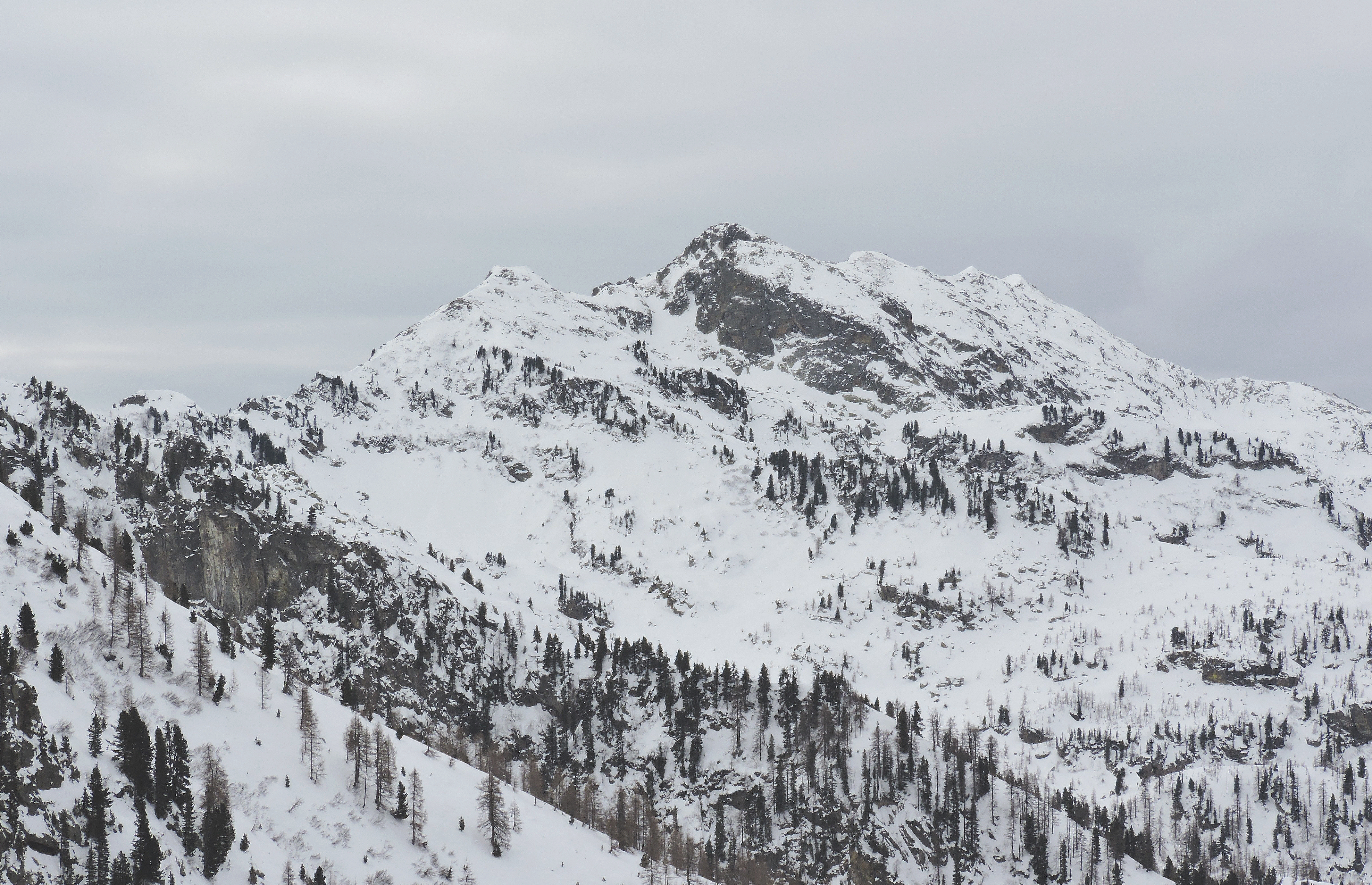
Il versante valdostano dalla punta Leretta.

- Rifugio Delfo e Agostino Coda
- Rifugio Barma

## Cartografia
- Carta dei sentieri della Provincia di Biella 1:25.00, Provincia di Biella, 2004, consultabile on line Archiviato il 5 novembre 2019 in Internet Archive.
- Cartografia ufficiale italiana dell'Istituto Geografico Militare (IGM) in scala 1:25.000 e 1:100.000, consultabile on line
- Carta dei sentieri e dei rifugi scala 1:50.000 n. 9 Ivrea, Biella e Bassa Valle d'Aosta, Istituto Geografico Centrale - Torino